# Сытное (Середино-Будский район)
Сытное (укр. Ситне, историческое название Сетное, рус. дореф. Сѣтное) — село,
Рожковичский сельский совет, Середино-Будский район, Сумская область, Украина.
Код КОАТУУ — 5924485204. Население по переписи 2001 года составляло 254 человека.

## Географическое положение
Село находится в 3 км от левого берега реки Знобовка.
На расстоянии в 4,5 км расположено село Рожковичи.
К селу примыкает большой лесной массив (дуб, сосна).
Рядом проходит железная дорога, платформа 515 км.

## Происхождение названия
Уроженцы села называют своё село, как и в старые годы, «Сетное», а искажённый вариант «Сытное» возник, скорее всего, при неправильной транслитерации на украинский язык и обратно (Сѣтное = Сітное → Ситное = Сытное).
По преданию, своё название Сетное позаимствовало от названия реки Сеть, левого притока реки Знобовки, которая в старину была полноводной и на неё приезжали порыбачить сетями жители Севска.

## История
Точное время основания села неизвестно. По одной из версий, выдвинутой местным краеведом Яковом Петровичем Сивухиным (1901—1992), Сытное было поселено в первой половине XVII века рядом со сторожевым постом, который с незапамятных времён находился на возвышенном месте вблизи реки Сеть. В доказательство этого он ссылался на находку в местности «Кагат» медного солдатского котла на 40 литров и остатков печной кладки от старой казармы. По другой версии, поддерживаемой брянскими исследователями А. М. Дубровским и А. А. Иваниным, Сытное возникло на сто лет позже, в первые годы XVIII века.
До революции Сетное находилось в удельном ведомстве и никому из помещиков в собственность не передавалось. Оно было крупным населённым пунктом и в 1782 году насчитывало 302 жителя, в 1795 году — 432 жителя, в 1866 году — 102 двора и 749 жителей, в 1877 году — 115 дворов и 869 жителей, в 1897 году — 1064 жителя, а в 1926 году — 277 дворов и 1486 жителей.
Большинство из них занимались сельским хозяйством: выращиванием жита, овса, гречки, конопли и других сельскохозяйственных культур.
В первую мировую войну более 200 жителей Сытного принимали участие в боевых действиях. Многие из них были награждены орденами и медалями царской России, а Дмитрий Яковлевич Савченко удостоен четырёх Георгиевских крестов и французской золотой медали «За храбрость».
До революции в Сытном функционировала однопрестольная православная церковь деревянной постройки во имя Святого Великомученика Дмитрия Солунского, которая впервые упоминается в документах, датированных 1703 годом. Церковь имела свой приход, который в 1903 году насчитывал 1135 прихожан, в том числе 593 мужчины и 542 женщины.
Дмитриевская церковь просуществовала до 1918 года, после чего коммунары-революционеры её разрушили, а священника Н. П. Лаврова расстреляли.
С 1901 года при церкви функционировала одноклассная церковно-приходская школа, в которой 1 января 1909 года обучалось 55 мальчиков и 4 девочки.
До революции Сетное входило в состав Подывотской волости Севского уезда Орловской губернии, с 1920 года — Подывотской волости Севского уезда Брянской губернии, с 1925 года — Хинельской волости Севского уезда Брянской губернии, а после принятия Президиумом ЦИК СССР постановления от 16 октября 1925 года «Об урегулировании границ УССР с РСФСР и БССР» было передано в состав Украины.
Начиная с 60-х годов XX века численность населения в Сытном начала снижаться. В 1989 году в нём числилось 396 жителей, в 2001 году — 251 житель, а 1.01.2008 года — 166 жителей.

## Объекты социальной сферы
- Школа I—II ст.